# 음력 4월 18일
음력 4월 18일은 음력 4월의 18번째 날이다.

## 사건
- 1677년 - 조선, 아들과 간음한 계모 예인을 사형에 처하다.
- 2015년 - 2주전 확진 판정을 받은 메르스 3번 환자가 국가지정격리병상에서 치료 도중 상태가 악화되어 사망했다. 전체 사망자가 4명으로 늘었다.

## 문화
- 1987년 - 부산 도시철도 1호선 범내골역 ~ 중앙역 구간 개통.

## 탄생
- 1987년 - 대한민국의 배우 김보미.
- 1993년 - 대한민국의 가수, 탤런트 지연(티아라).
- 1994년 - 대한민국의 리듬체조선수 손연재.

## 같이 보기
- 음력 360일: 1월 2월 3월 4월 5월 6월 7월 8월 9월 10월 11월 12월
- 전날:4월 17일 다음날:4월 19일 - 전달:3월 18일 다음달:5월 18일
- 양력:4월 18일
- 음력, 윤달